# رمزية (اسماعيلية)
رمزية (بالفارسية: رمزیه) هي قرية وتقع في إيران في قسم إسماعيلية الريفي. يقدر عدد سكانها بـ 52 نسمة بحسب إحصاء 2016.